# National Basketball League of Canada 2011-2012
La stagione NBL Canada 2011-2012 fu la prima della National Basketball League of Canada. Parteciparono 7 squadre in un unico girone.

## Squadre partecipanti
- Halifax Rainmen
- London Lightning
- Moncton Miracles
- Oshawa Power
- Quebec Kebs
- St John Mill Rats
- Summerside Storm

## Classifica
| Squadra              | V  | P  | PCT  | GB |
| -------------------- | -- | -- | ---- | -- |
| London Lightning     | 28 | 8  | 77,8 | -  |
| Halifax Rainmen      | 23 | 13 | 63,9 | 5  |
| Quebec Kebs          | 22 | 14 | 61,1 | 6  |
| Saint John Mill Rats | 17 | 19 | 47,2 | 11 |
| Oshawa Power         | 15 | 21 | 41,7 | 13 |
| Summerside Storm     | 12 | 24 | 33,3 | 16 |
| Moncton Miracles     | 9  | 27 | 25,0 | 19 |

## Play-off

### Semifinali
| Saint John 6 marzo 2012, ore 19:00                           | Saint John Mill Rats | 105 – 106 (23-17, 30-32, 35-34, 17-23) | London Lightning | Harbour Station |
| \| \| \| \| \| Anderson 26 \| Punti \| 18 Freeman, Spears \| |                      |                                        |                  |                 |
|                                                              |                      |                                        |                  |                 |
| Anderson 26                                                  | Punti                | 18 Freeman, Spears                     |                  |                 |

| London 9 marzo 2012, ore 19:00                       | London Lightning | 87 – 82 (24-13, 16-30, 24-20, 23-19) | Saint John Mill Rats | John Labatt Centre (3.919 spett.) |
| \| \| \| \| \| Spears 18 \| Punti \| 24 Blackburn \| |                  |                                      |                      |                                   |
|                                                      |                  |                                      |                      |                                   |
| Spears 18                                            | Punti            | 24 Blackburn                         |                      |                                   |

| Québec 11 marzo 2012                                     | Quebec Kebs | 87 – 96          | Halifax Rainmen | Laval University |
| \| \| \| \| \| Holmes 18 \| Punti \| 16 Hagan, Wright \| |             |                  |                 |                  |
|                                                          |             |                  |                 |                  |
| Holmes 18                                                | Punti       | 16 Hagan, Wright |                 |                  |

| Halifax 15 marzo 2012, ore 19:00                  | Halifax Rainmen | 109 – 112 | Quebec Kebs | Halifax Metro Centre (2.842 spett.) |
| \| \| \| \| \| Levett 24 \| Punti \| 29 Parran \| |                 |           |             |                                     |
|                                                   |                 |           |             |                                     |
| Levett 24                                         | Punti           | 29 Parran |             |                                     |

| Halifax 16 marzo 2012, ore 19:00                  | Halifax Rainmen | 106 – 95   | Quebec Kebs | Halifax Metro Centre (1.982 spett.) |
| \| \| \| \| \| Hagan 27 \| Punti \| 19 Krauser \| |                 |            |             |                                     |
|                                                   |                 |            |             |                                     |
| Hagan 27                                          | Punti           | 19 Krauser |             |                                     |

### Finale NBL Canada
| London 18 marzo 2012, ore 16:00                   | London Lightning | 86 – 83  | Halifax Rainmen | John Labatt Centre (2.200 spett.) |
| \| \| \| \| \| Freeman 17 \| Punti \| 23 Hagan \| |                  |          |                 |                                   |
|                                                   |                  |          |                 |                                   |
| Freeman 17                                        | Punti            | 23 Hagan |                 |                                   |

| London 19 marzo 2012, ore 19:00                 | London Lightning | 113 – 96 | Halifax Rainmen | John Labatt Centre (2.543 spett.) |
| \| \| \| \| \| Smith 25 \| Punti \| 20 Brown \| |                  |          |                 |                                   |
|                                                 |                  |          |                 |                                   |
| Smith 25                                        | Punti            | 20 Brown |                 |                                   |

| Halifax 21 marzo 2012, ore 19:00                | Halifax Rainmen | 95 – 93 (22-21, 26-26, 20-22, 27-24) | London Lightning | Halifax Metro Centre (3.933 spett.) |
| \| \| \| \| \| Hagan 16 \| Punti \| 22 Ellis \| |                 |                                      |                  |                                     |
|                                                 |                 |                                      |                  |                                     |
| Hagan 16                                        | Punti           | 22 Ellis                             |                  |                                     |

| Halifax 22 marzo 2012, ore 19:00                  | Halifax Rainmen | 93 – 85    | London Lightning | Halifax Metro Centre (3.842 spett.) |
| \| \| \| \| \| Brown 20 \| Punti \| 21 Freeman \| |                 |            |                  |                                     |
|                                                   |                 |            |                  |                                     |
| Brown 20                                          | Punti           | 21 Freeman |                  |                                     |

| London 25 marzo 2012, ore 14:00                  | London Lightning | 116 – 92 (23-26, 32-25, 26-26, 35-15) | Halifax Rainmen | John Labatt Centre (5.106 spett.) |
| \| \| \| \| \| Bowden 28 \| Punti \| 21 Hagan \| |                  |                                       |                 |                                   |
|                                                  |                  |                                       |                 |                                   |
| Bowden 28                                        | Punti            | 21 Hagan                              |                 |                                   |

### Tabellone
|  | Semifinali | Semifinali | Semifinali |         |        | Finale | Finale | Finale |  |
|  |            |            |            |         |        |        |        |        |  |
|  | 1          | London     | 2          |         |        |        |        |        |  |
|  | 1          | London     | 2          |         |        |        |        |        |  |
|  | 4          | Saint John | 0          |         |        |        |        |        |  |
|  | 4          | Saint John | 0          |         | London | London | 3      |        |  |
|  |            |            |            |         | London | London | 3      |        |  |
|  |            |            | Halifax    | Halifax | 2      |        |        |        |  |
|  | 3          | Quebec     | Halifax    | Halifax | 2      | 1      |        |        |  |
|  | 3          | Quebec     |            |         |        |        |        |        |  |
|  | 2          | Halifax    | 2          |         |        |        |        |        |  |

## Vincitore
| Campione NBL Canada 2012     |
| ---------------------------- |
| London Lightning (1º titolo) |

## Statistiche
| Categoria             | Giocatore        | Squadra              | Stat |
| --------------------- | ---------------- | -------------------- | ---- |
| Punti per gara        | Brandon Robinson | Oshawa Power         | 19,9 |
| Rimbalzi per gara     | Gabe Freeman     | London Lightning     | 12,2 |
| Assist per gara       | Darren Duncan    | Saint John Mill Rats | 7,5  |
| Palle rubate per gara | Morgan Lewis     | Oshawa Power         | 2,3  |
| Stoppate per gara     | Omari Johnson    | Oshawa Power         | 1,6  |
| FG%                   | Marcus Johnson   | Oshawa Power         | 61,5 |
| FT%                   | Tyrone Levett    | London / Halifax     | 85,8 |
| 3FG%                  | Ralphy Holmes    | Quebec Kebs          | 47,4 |

## Premi NBL Canada
- NBL Canada Most Valuable Player: Gabe Freeman, London Lightning[12]
- NBL Canada Coach of the Year: Micheal Ray Richardson, London Lightning
- NBL Canada Defensive Player of the Year: Al Stewart, Summerside Storm
- NBL Canada Sixth Man of the Year: Eddie Smith, London Lightning
- NBL Canada Rookie of the Year: Brandon Robinson, Oshawa Power
- NBL Canada Canadian of the Year: Joey Haywood, Halifax Rainmen
- NBL Canada Executive of the Year: Duncan Shaw, Summerside Storm
- NBL Canada Finals MVP: Gabe Freeman, London Lightning
- All-NBL Canada First Team
  - Anthony Anderson, Saint John Mill Rats
  - Gabe Freeman, London Lightning
  - Ralphy Holmes, Quebec Kebs
  - Mike Williams, Summerside Storm
  - Lawrence Wright, Halifax Rainmen
- All-NBL Canada Second Team
  - Tim Ellis, London Lightning
  - Omari Johnson, Oshawa Power
  - Trayvon Lathan, Moncton Miracles
  - Tyrone Levett, Halifax Rainmen
  - Brandon Robinson, Oshawa Power
- NBL Canada All-Defensive First Team:
  - Al Stewart, Summerside Storm
  - Gabe Freeman, London Lightning
  - Boo Jackson, Quebec Kebs
  - Tyrone Levett, Halifax Rainmen
  - Mike Williams, Summerside Storm
- NBL Canada All-Defensive Second Team:
  - Boubacar Coly, Moncton Miracles
  - DeAnthony Bowden, London Lightning
  - Joey Haywood, Halifax Rainmen
  - Ralphy Holmes, Quebec Kebs
  - Sylvania Watkins, Moncton Miracles